# Viện dân biểu Philippines
Viện dân biểu Philippines (tiếng Filipino: Kapulungan ng Kinatawan ng Pilipinas), tức Hạ viện của Quốc hội Philippines (viện còn lại là Thượng viện Philippines). Nó cũng thường được gọi là Quốc hội. Các thành viên của Viện dân biểu được gọi chính thức là Đại biểu (Kinatawan) và đôi khi được gọi một cách không chính thức là Nghị sĩ (kongresista) và được bầu vào nhiệm kỳ ba năm. Họ có thể được bầu lại, nhưng không thể phục vụ hơn ba nhiệm kỳ liên tiếp. Khoảng 80% các nghị sĩ là đại diện của khu vực, đại diện cho một khu vực địa lý cụ thể. Có 234 khu vực lập pháp trong cả nước, mỗi khu gồm khoảng 250.000 dân. Ngoài ra còn có các đại diện theo danh sách đảng được lựa chọn thông qua hệ thống danh sách đảng, những người chiếm không quá 20% tổng số đại biểu.
Ngoài việc tán thành thông qua các dự luật để Tổng thống ký quyết định trở thành luật, Viện dân biểu còn có quyền buộc tội một số quan chức, và tất cả các dự luật đều phải bắt nguồn từ hạ viện.
Đứng đầu Viện dân biểu là một Nghị trưởng, hiện là ông Pantaleon Alvarez của tỉnh Davao del Norte. Trụ sở chính thức của Viện dân biểu là khu phức hợp Batasang Pambansa (nghĩa đen là cơ quan lập pháp quốc gia) nằm ở Đồi Batasan, thành phố Quezon, Metro Manila. Toà nhà thường được tắt gọi là Batasan và từ này cũng đã trở thành một từ ngữ để đề cập đến Viện dân biểu.

## Lịch sử

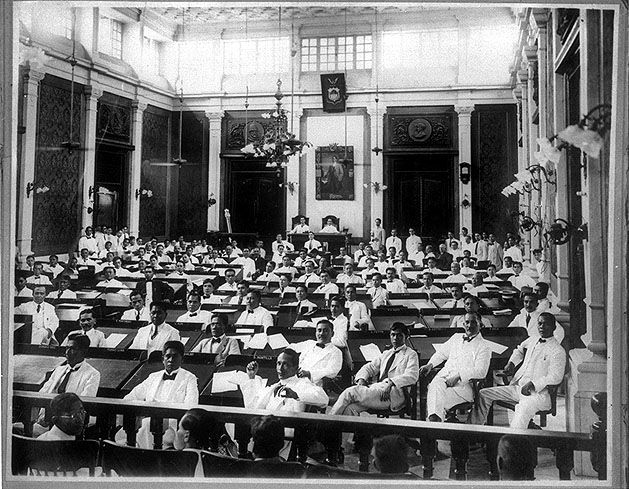
Phiên họp chung của Cơ quan lập pháp Philippines, Manila. Ngày 15 tháng 11 năm 1916

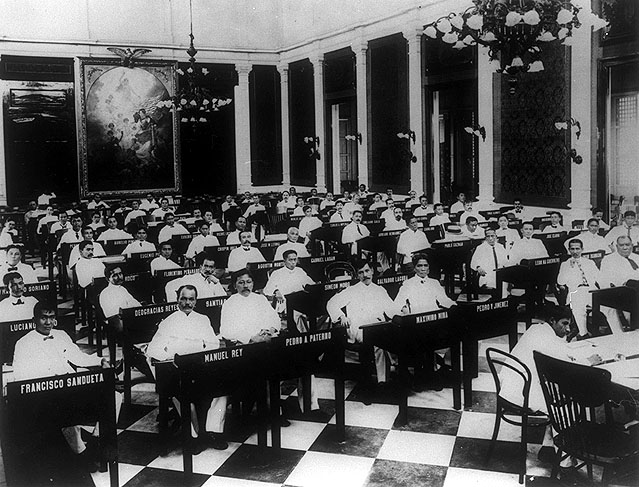
Lập pháp Philippine trước 1924

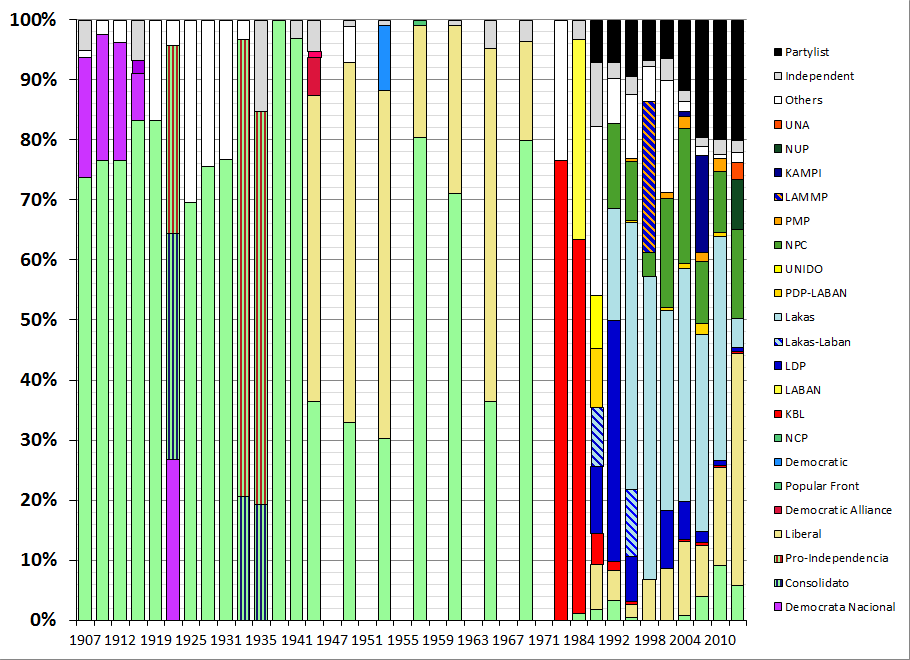
Đảng kiểm soát Hạ viện. Chú ý sự ưu thế một đảng đối với Đảng Nacionalistas từ năm 1907 đến năm 1941, hệ thống hai đảng với sự nổi lên của Đảng Tự do năm 1946, sự trở lại của ưu thế một đảng đối với KBL từ năm 1978 đến năm 1984 và hệ thống đa đảng từ năm 1987 cho đến hiện tại. (theo %)

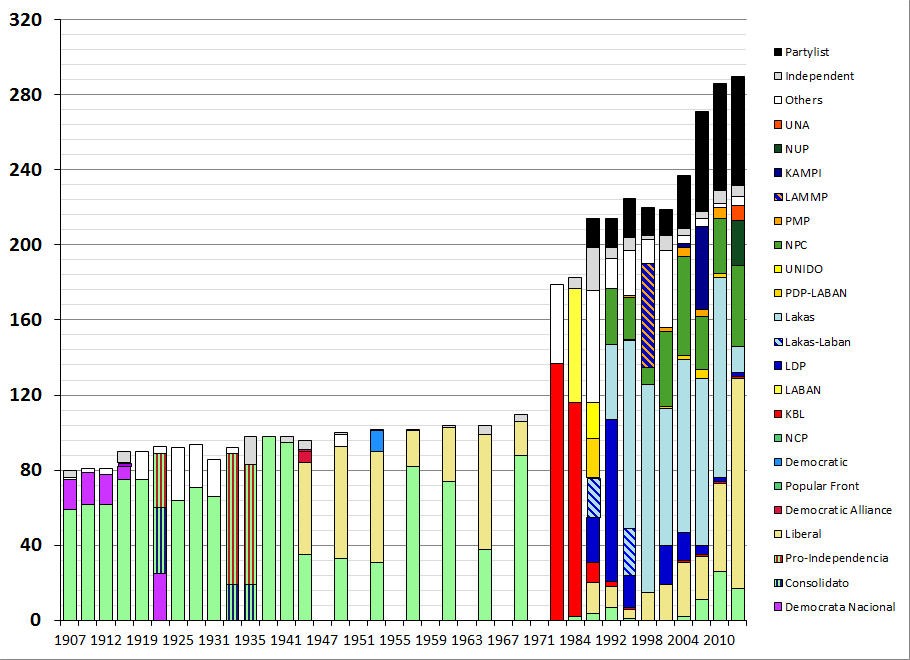
Đảng kiểm soát Hạ viện. Chú ý sự ưu thế một đảng đối với Đảng Nacionalistas từ năm 1907 đến năm 1941, hệ thống hai đảng với sự nổi lên của Đảng Tự do năm 1946, sự trở lại của ưu thế một đảng đối với KBL từ năm 1978 đến năm 1984 và hệ thống đa đảng từ năm 1987 cho đến hiện tại. (theo tổng số ghế)

### Hội đồng Philippine
Vào đầu thời kỳ chế độ thuộc địa của Mỹ, từ ngày 16 tháng 3 năm 1900, cơ quan lập pháp duy nhất của quốc gia là Ủy ban Philippine với tất cả các thành viên do Tổng thống Hoa Kỳ chỉ định. Dưới sự lãnh đạo của Toàn quyền Philippines, cơ quan đã thi hành tất cả các thẩm quyền lập pháp do Tổng thống và Quốc hội Hoa Kỳ ban hành cho đến tháng 10 năm 1907 khi Hội đồng Philippine tham gia. William Howard Taft đã được chọn là Toàn quyền dân sự Hoa Kỳ đầu tiên và là người lãnh đạo đầu tiên của Ủy ban Philippine này, sau đó trở thành Ủy ban Taft.
Dưới sự lãnh đạo của Nghị trưởng Sergio Osmeña và lãnh đạo hội nghị Tướng Manuel L. Quezon, Điều luật của Quốc hội Hoa Kỳ thứ 59 được thông qua một cách cơ bản như là Điều luật của Cơ quan lập pháp Philipine. Osmeña và Quezon đã lãnh đạo Đảng Nacionalista, với nền tảng độc lập từ Hoa Kỳ, tới những chiến thắng liên tiếp trước Đảng Progresista và sau đó là Đảng Dân chủ, trước tiên ủng hộ cương vị một bang của Hoa Kỳ, sau là phản đối sự độc lập ngay lập tức.

### Đạo luật Jones năm 1916
Năm 1916, Đạo luật Jones, chính thức là Đạo luật Tự trị Philippine, đã thay đổi hệ thống lập pháp. Ủy ban Philippine đã bị bãi bỏ và một Cơ quan lập pháp Philippine mới được bầu đầy đủ, Cơ quan lập pháp Philippine bao gồm một Viện dân biểu và một Thượng viện được thành lập. Các đảng viên Nacionalistas tiếp tục chiếm ưu thế bầu cử về điểm bầu cử vào thời điểm này, mặc dù họ đã được chia thành hai phe dẫn đầu bởi Osmeña và Quezon; hai người sau đó đã hòa giải vào năm 1924, và kiểm soát Quốc hội thông qua một hệ thống đảng ưu thế ảo.

### Thịnh vượng chung và Đệ tam Cộng hòa
Hệ thống lập pháp đã được thay đổi lần nữa vào năm 1935. Hiến pháp 1935 thành lập một Quốc hội đơn viện. Nhưng vào năm 1940, thông qua sửa đổi Hiến pháp 1935, một Quốc hội lưỡng viện của Philippines gồm Viện dân biểu và Thượng viện đã được thông qua.
Cùng với sự hình thành của Cộng hoà Philippines năm 1946, Đạo luật Cộng hòa số 6 đã được ban hành với điều kiện vào ngày công bố nước Cộng hòa Philippines, Quốc hội hiện tại sẽ được gọi là Quốc hộ thứ nhất của Cộng hoà. "Khối tự do" của Nacionalistas vĩnh viễn tách ra khỏi hàng ngũ của họ, tạo ra Đảng Tự do. Hai tổ chức này sẽ tranh cử tất cả các cuộc bầu cử trong hệ thống hai đảng. Đảng của Tổng thống cầm quyền thắng cử trong Viện dân biểu; trong trường hợp đảng của Tổng thống và đa số thành viên của Viện dân biểu khác nhau, một số lượng đủ sẽ tách ra và tham gia đảng của Tổng thống, do đó đảm bảo rằng Tổng thống sẽ có quyền kiểm soát của Viện dân biểu.

### Thiết quân luật
Việc thiết lập này được tiếp tục cho đến khi Tổng thống Ferdinand Marcos tuyên bố thiết quân luật và bãi bỏ Quốc hội. Ông sẽ cai trị bằng nghị định ngay cả sau khi Hiến pháp 1973 bãi bỏ Quốc hội lưỡng viện và thành lập một hệ thống nghị viện chính phủ Batasang Pambansa (Lập pháp Quốc gia) đơn viện, vì cuộc bầu cử nghị viện sẽ không xảy ra vào năm 1978. Đảng Kilusang Bagong Lipunan (KBL; Phong trào Xã hội Mới) của Marcos giành được tất cả các ghế ngoại trừ những người từ Trung Visayas mở ra thời kỳ thống trị của KBL, sẽ tiếp tục cho đến khi cuộc Cách mạng Quyền lực Nhân dân đã lật đổ Marcos vào năm 1986.

### Hiến pháp 1987
Hiến pháp năm 1987 đã khôi phục lại hệ thống tổng thống chế của chính phủ cùng với một Quốc hội lưỡng viện của Philippines. Một khác biệt so với thiết lập trước đó là việc đưa ra cuộc bầu cử giữa nhiệm kỳ; tuy nhiên, động lực của Viện dân biểu đã trở lại trạng thái trước năm 1972 với đảng của Tổng thống kiểm soát Viện, mặc dù chủ nghĩa đa nguyên chính trị đã cản trở việc khôi phục lại hệ thống hai đảng Nacionalista - Tự do cũ. Thay vào đó, một hệ thống đa đảng đã phát triển.
Corazon Aquino người trên danh nghĩa không đảng phái, đã hỗ trợ Đảng Laban ng Demokratikong Pilipino (LDP, Đảng Đấu tranh Dân chủ Philippines). Với chiến thắng của Fidel V. Ramos trong cuộc bầu cử Tổng thống năm 1992, nhiều đại diện đã từ bỏ đảng Lakas-NUCD của ông ấy; chuyện tương tự cũng xảy ra với chiến thắng của Joseph Estrada năm 1998, nhưng ông đã mất sự ủng hộ khi ông bị lật đổ sau cuộc Cách mạng EDSA năm 2001, đưa Phó Tổng thống Gloria Macapagal-Arroyo lên nắm quyền. Điều này cũng có nghĩa là đảng Lakas-NUCD được khôi phục trở lại thành đảng cầm quyền trong Viện. Chuyện tương tự lại tiếp tục xảy ra khi Benigno Aquino thắng trong năm 2010, đưa Đảng Tự do trở lại nắm quyền.
Viên chức nắm quyền tối cao là Nghị trưởng. Không giống như Chủ tịch Thượng viện, Nghị trưởng thường phục vụ toàn bộ nhiệm kỳ của Quốc hội, mặc dù đã có những trường hợp Nghị trưởng rời nhiệm sở vì mâu thuẫn với Tổng thống: ví dụ như ông Jose de Venecia từ chức năm 2008 khi con trai ông phơi bày những hành vi tham nhũng của Đệ nhất Phu quân Mike Arroyo, và cuộc đàn áp của Manny Villar xảy ra sau khi ông ta cho phép buộc tội Tổng thống Estrada vào năm 2000.

## Viên chức
Các thành viên, hay viên chức của Viện dân biểu cũng mặc nhiên là thành viên chính thức của tất cả các ủy ban và có quyền biểu quyết.

### Nghị trưởng
Nghị trưởng là người đứng đầu Viện dân biểu, chủ trì các phiên họp; quyết định mọi vấn đề về trật tự, tùy thuộc vào sự khiếu nại của bất kỳ thành viên nào; ký kết các đạo luật, nghị quyết, biên bản, văn bản, án lệnh và trát hầu tòa được ban hành theo lệnh của Viện dân biểu; bổ nhiệm, đình chỉ, sa thải hoặc kỷ luật nhân viên của Viện; và thực hiện các chức năng hành chính.
Nghị trưởng được bầu bởi đa số đại biểu trong viện, tính cả ghế trống. Nghị trưởng thường được bầu vào kỳ họp Viện dân biểu đầu tiên của mỗi kỳ Đại hội. Trước khi Nghị trưởng được bầu, Ủy viên trật tự của Viện giữ vị trí "Nhân viên chủ tọa" cho đến khi một Nghị trưởng được bầu. Việc cách chức Nghị trưởng đương nhiệm thường hiếm hơn so với Chủ tịch Thượng viện.
Tới tháng 4 năm 2016, Nghị trưởng đương nhiệm là ông Pantaleon Alvarez (đảng PDP-Laban) của tỉnh Davao del Norte.

### Phó Nghị trưởng
Trước đây đã từng có một vị trí Nghị trưởng tạm quyền cho các cuộc họp hội nghị trước khi tổ chức lại các viên chức của Viện dân biểu trong Quốc hội khóa 10 vào năm 1995. Nghị trưởng tạm quyền là vị trí cao thứ hai trong Viện sau Nghị trưởng.
Vị trí này đã được thay thế bởi Phó Nghị trưởng vào năm 1995. Ban đầu, có một Phó Nghị trưởng cho mỗi nhóm đảo Luzon, Visayas và Mindanao. Sau đó, năm 2001 trong Quốc hội khóa 12, một chức vụ Phó Nghị trưởng "lưu động" (Deputy Speaker "at large") đã được thành lập. Trong kỳ Quốc hội khóa tiếp theo, một chức vụ Phó Nghị trưởng "lưu động" khác được thành lập cùng với Phó Nghị trưởng cho đối tượng nữ giới. Trong Quốc hội khóa 15 bắt đầu vào năm 2010, tất cả sáu Phó Nghị trưởng là Phó Nghị trưởng "lưu động".
Các Phó Nghị trưởng thực hiện vai trò của Nghị trưởng khi Phó Nghị trưởng vắng mặt. Hiện tại trong Quốc hội khóa 16, cả sáu đại diện Phó Nghị trưởng đều là đại diện lưu động:
- Eric Singson (khu vực bầu cử số 2 của Ilocos Sur, đảng PDP-Laban)
- Mercedes Alvarez (politician)|Mercedes Alvarez (khu vực bầu cử số 6 của Negros Occidental, đảng NPC)
- Fredenil Castro (khu vực bầu cử số 2 của Capiz, đảng NUP)
- Raneo Abu (khu vực bầu cử số 2 của Batangas, đảng Nacionalista)
- Miro Quimbo (khu vực bầu cử số 2 của Marikina, đảng Tự do)

Từ 25 tháng 7 năm 2016
- Pia Cayetano (khu vực bầu cử của Taguig–Lone, đảng Nacionalista)
- Gwendolyn Garcia (khu vực bầu cử số 3 của Cebu, đảng PDP-Laban)
- Mylene Garcia-Albano (khu vực bầu cử số 2 của Davao City, đảng PDP-Laban)
- Sharon Garin (đảng AAMBIS-OWA)

Từ 15 tháng 8 năm 2016

### Lãnh đạo đa số
Lãnh đạo đa số, ngoài việc là người phát ngôn của đảng đa số, chỉ đạo các cuộc thảo luận phòng họp. Lãnh đạo đa số cũng đồng thời là Chủ tịch Uỷ ban về Quy tắc. Lãnh đạo đa số được bầu trong một cuộc họp kín của đảng đa số cầm quyền.
Lãnh đạo đa số đương nhiệm là Rodolfo C. Fariñas (đảng NP).

### Lãnh đạo thiểu số
Lãnh đạo thiểu số là người phát ngôn của đảng thiểu số trong Viện và là thành viên mặc nhiên của các ủy ban thường trực. Lãnh đạo thiểu số được bầu trong cuộc họp kín với tất cả các thành viên của Viện trong đảng thiểu số, mặc dù theo truyền thống, các ứng cử viên chức vụ Nghị trưởng bị thua cuộc thường đều là lãnh đạo thiểu số.
Người lãnh đạo thiểu số đương nhiệm là Danilo E. Suarez (đảng Lakas)

### Tổng thư ký
Tổng thư ký chịu trách nhiệm thi hành lệnh và quyết định của Viện; giữ biên bản của mỗi phiên họp; ghi lại tất cả các vấn đề về trật tự và những vấn đề khác. Tổng thư ký chủ tọa phòng họp ở phiên họp đầu tiên sau cuộc bầu cử và được bầu bởi đa số thành viên.
Tới tháng 5 năm 2017, Cesar S Pareja là Tổng Thư ký của Viện dân biểu.

### Ủy viên trật tự
Ủy viên trật tự (Sergeant-at-Arms) có trách nhiệm duy trì trật tự trong Viện dân biểu, cùng một số nhiệm vụ khác. Giống như Tổng thư ký, Ủy viên trật tự được lựa chọn bởi đa số thành viên trong Viện.
Tới tháng 5 năm 2017, Trung tướng đã về hưu, Roland M. Detabali là Ủy viên trật tự của Viện dân biểu.

## Đại diện khu vực

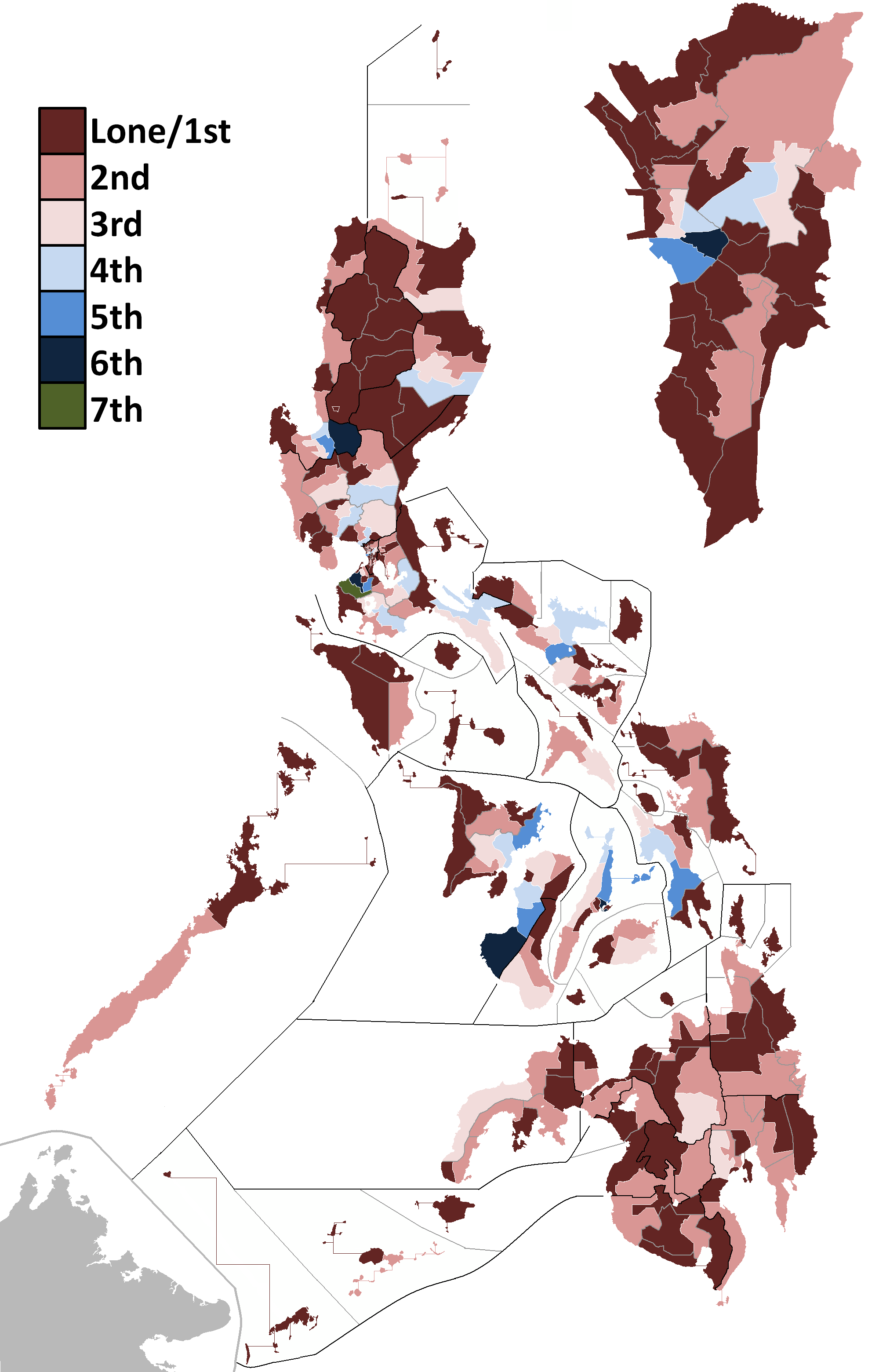
Các khu vực quốc hội

Có hai loại đại diện trong viện: đại diện của các khu vực quốc hội và đại diện danh sách đảng. Có 88% đại diện sẽ đến từ các khu vực quốc hội, với mỗi khu vực chọn ra một đại diện. Mặc dù quy địnhmỗi khu vực phải có dân số ít nhất 250.000 người, nhưng tất cả các tỉnh đều có ít nhất một khu vực lập pháp bất kể dân số, người dân của họ bỏ phiếu cho đại biểu của mình; một số thành phố cũng có đại diện riêng, độc lập với tỉnh, mặc dù họ cần có ít nhất 250.000 dân. Đối với các tỉnh có nhiều khu vực lập pháp, các cấp huyện của tỉnh sẽ là các khu vực lập pháp tương ứng, trừ các thành phố không bỏ phiếu cho các viên chức cấp tỉnh.
Các đại diện từ các khu vực chiếm tối đa là 80% số thành viên của Viện dân biểu; do đó, để một đảng chiếm đa số ghế trong Viện, đảng đó cần giành được ít nhất 60% số ghế trong khu vực. Không có đảng nào kể từ sự chấp thuận hiến pháp năm 1987 có thể giành được đa số ghế, vì thế từ đó chủ yếu là những liên minh các đảng trong Viện dân biểu.

### Các khu vực lập pháp ở các tỉnh
| - Abra (1) - Agusan del Norte (2) - Agusan del Sur (2) - Aklan (1) - Albay (3) - Antique (1) - Apayao (1) - Aurora (1) - Basilan (1) - Bataan (2) - Batanes (1) - Batangas (6)a - Bắc Samar (2) - Benguet (1) - Biliran (1) - Bohol (3) - Bukidnon (4) - Bulacan (4)b - Cagayan (3) - Camarines Norte (2) - Camarines Sur (5)c - Camiguin (1) - Capiz (2) - Catanduanes (1) - Cavite (6)d - Cebu (7)e - Compostela Valley (2) | - Cotabato (3) - Davao del Norte (2) - Davao Occidental (1) - Davao Oriental (2) - Davao del Sur (1) - Quần đảo Dinagat (1) - Đông Samar (1) - Guimaras (1) - Ifugao (1) - Ilocos Norte (2) - Ilocos Sur (2) - Iloilo (5) - Isabela (4)f - Kalinga (1) - La Union (2) - Laguna (4)g - Lanao del Norte (2) - Lanao del Sur (2) - Leyte (5)h - Maguindanao (2)i - Marinduque (1) - Masbate (3) - Misamis Occidental (2) - Misamis Oriental (2) - Mountain Province (1) - Nam Cotabato (2)o - Nam Leyte (1) | - Negros Occidental (6) - Negros Oriental (3) - Nueva Ecija (4) - Nueva Vizcaya (1) - Occidental Mindoro (1) - Oriental Mindoro (2) - Palawan (3)j - Pampanga (4)k - Pangasinan (6)l - Quezon (4)m - Quirino (1) - Rizal (2)n - Romblon (1) - Samar (2) - Sarangani (1) - Siquijor (1) - Sorsogon (2) - Sultan Kudarat (2) - Sulu (2) - Surigao del Norte (2) - Surigao del Sur (2) - Tarlac (3) - Tawi-Tawi (1) - Zambales (2)p - Zamboanga del Norte (3) - Zamboanga del Sur (2) - Zamboanga Sibugay (2) |

### Các khu vực lập pháp ở các thành phố
| - Antipolo (2) - Bacolod (1) - Baguio (1) - Biñan (1) - Cagayan de Oro (2) - Caloocan (2) - Cebu (2) - Dasmariñas (1)d - Davao (3) - Iligan (1) | - Iloilo (1) - Lapu-Lapu (1) - Las Piñas (1) - Makati (2) - Malabon (1) - Mandaluyong (1) - Manila (6) - Marikina (2) - Muntinlupa (1) - Navotas (1) | - Parañaque (2) - Pasay (1) - Pasig (1) - Pateros và Taguig (1) - Quezon City (6) - San Jose del Monte (1) - San Juan (1) - Taguig (1) - Valenzuela (2) - Zamboanga City (2) |

^a  Các thành phố trực thuộc của Batangas và Lipa được chính thức gọi tương ứng là Khu vực 5 và 6 của Batangas.
^b  Thành phố trực thuộc San Jose del Monte được đại diện riêng từ Bulacan, nhưng vẫn là một phần của Khu vực 1 của tỉnh để chọn thành viên Sangguniang Panlalawigan.
^c  Thành phố độc lập của Naga vẫn là một phần của đại diện quốc hội của Camarines Sur.
^d  Thành phố trực thuộc Dasmariñas được đại diện dưới tên riêng, nhưng cũng tạo thành Khu vực thứ tư của Cavite. Các thành phố trực thuộc của Bacoor và Imus chính thức chỉ được gọi tương ứng là Khu vực 2 và 3 của Cavite.
^e  Thành phố độc lập của Mandaue vẫn là một phần của đại diện quốc hội của Cebu.
^f  Thành phố độc lập của Santiago vẫn là một phần của đại diện quốc hội của Isabela.
^g  Thành phố trực thuộc Biñan được đại diện riêng biệt với Laguna, nhưng vẫn là một phần của Khu vực 1 của tỉnh để chọn ra thành viên của Sangguniang Panlalawigan.
^h  Các thành phố độc lập của Ormoc và Tacloban vẫn là một phần của đại diện quốc hội của Leyte.
^i  Thành phố độc lập của Cotabato vẫn là một phần của đại diện quốc hội của Maguindanao.
^j  Thành phố độc lập của Puerto Princesa vẫn là một phần của đại diện quốc hội của Palawan.
^k  Thành phố độc lập của Angeles vẫn là một phần của đại diện quốc hội của Pampanga.
^l  Thành phố độc lập của Dagupan vẫn là một phần của đại diện quốc hội của Pangasinan.
^m  Thành phố độc lập của Lucena vẫn là một phần của đại diện quốc hội của Quezon.
^n  Thành phố trực thuộc Antipolo có đại diện độc lập với Rizal. Thành phố chọn một thành viên từ mỗi quận của mình cho tỉnh Sangguniang Panlalawigan.
^o  Thành phố độc lập của General Santos vẫn là một phần của đại diện quốc hội của Nam Cotabato.
^p  Thành phố độc lập của Olongapo vẫn là một phần của đại diện quốc hội của Zambales.

## Đại diện danh sách đảng
Hệ thống danh sách đảng là tên được chỉ định cho đại diện danh sách đảng. Theo Hiến pháp năm 1987, cử tri có thể bỏ phiếu cho các tổ chức đảng phái nhất định để tuyên bố tới các nhóm thiểu số quan trọng trong xã hội mà nếu không sẽ không được đại diện đầy đủ thông qua các khu vực địa lý. Từ năm 1987-1998, các đại diện danh sách đảng đã được Tổng thống bổ nhiệm.
Từ năm 1998, mỗi cử tri bỏ phiếu cho một tổ chức danh sách đảng duy nhất. Các tổ chức có ít nhất 2% tổng số phiếu bầu được trao một đại diện cho mỗi 2% tối đa là ba đại diện. Do đó, có thể có tối đa 50 đại diện danh sách đảng trong Quốc hội, mặc dù thường không quá 20 người được bầu vì nhiều tổ chức không đạt yêu cầu số phiếu tối thiểu là 2%.
Sau cuộc bầu cử năm 2007, trong một quyết định gây tranh cãi, Tòa án Tối cao đã ra lệnh cho COMELEC thay đổi cách phân bổ các ghế trong danh sách đảng. Dưới công thức mới chỉ có một đảng sẽ có tối đa 3 ghế. Nó dựa trên nghị quyết về một công thức có trong quyết định của VFP vs. COMELEC. Năm 2009, trong quyết định của BANAT vs COMELEC, nó đã được thay đổi lại, trong đó các bên có ít hơn 2% số phiếu bầu được dành số ghế để thực hiện hạn ngạch 20% như đã nêu trong Hiến pháp.
Ngoài việc xác định đảng nào thắng và phân bổ số ghế giành được cho mỗi đảng, một điểm tranh cãi khác là liệu những người được đề cử có nên là thành viên của nhóm bị đẩy ra ngoài lề xã hội hay không. Trong quyết định của ''Ang Bagong Bayani vs COMELEC'', Tòa án tối cao không chỉ phán quyết rằng những người được đề cử phải là một thành viên của khu vực ngoài lề xã hội mà còn không cho phép các đảng chính trị lớn tham gia vào cuộc bầu cử theo danh sách đảng. Tuy nhiên, theo quyết định của BANAT, tòa án phán quyết rằng vì luật pháp không chỉ rõ ai là người thuộc khu vực ngoài lề xã hội nên tòa án cho phép bất cứ ai được đề cử miễn là ứng cử viên là thành viên của đảng.

## Quyền lực
Viện dân biểu được mô hình hoá theo Viện dân biểu Hoa Kỳ; hai viện của Quốc hội có quyền lực tương đương nhau, và mọi dự luật hoặc nghị quyết phải trải qua cả hai Viện đều cần sự đồng ý của cả hai Viện trước khi được thông qua để có chữ ký của Tổng thống. Một khi dự luật bị bác ở Viện dân biểu, nó sẽ bị bỏ. Nếu dự luật được Viện dân biểu thông qua vào lần đọc thứ ba, dự luật được chuyển tới Thượng viện, trừ khi một dự luật y hệt cũng đã được thông qua bởi Viện dân biểu. Khi một dự luật tương ứng trong Thượng viện khác với một dự luật của Viện dân biểu, một ủy ban hội nghị lưỡng viện sẽ được thành lập bao gồm các thành viên từ cả hai viện của Quốc hội để hoà giải những sự khác biệt, hoặc một trong hai viện sẽ chấp thuận phiên bản khác của viện kia.
Giống như hầu hết các hạ viện nước khác, các dự toán ngân sách, bắt đầu từ Viện dân biểu, nhưng Thượng viện có thể vẫn đề xuất hoặc đồng ý với các sửa đổi, cùng với các dự luật của địa phương và các dự luật tư nhân. Viện dân biểu chỉ có quyền duy nhất để tiến hành tố tụng buộc tội và có thể buộc tội một quan chức bằng một biểu quyết của một phần ba số thành viên. Một khi viên chức bị phong tước, Thượng viện sẽ xem xét chính thức.

## Trụ sở

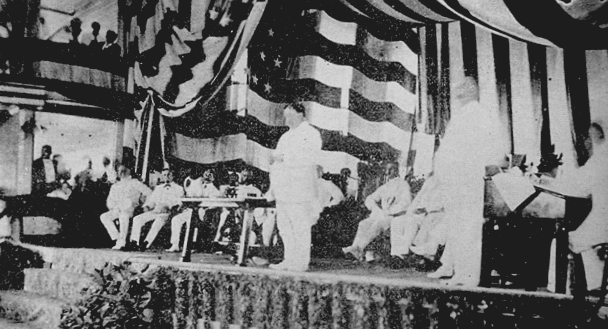
William Howard Taft đã đề cập đến Cơ quan lập pháp Philipine lần đầu tiên tại Nhà hát Lớn của Manila vào năm 1907.

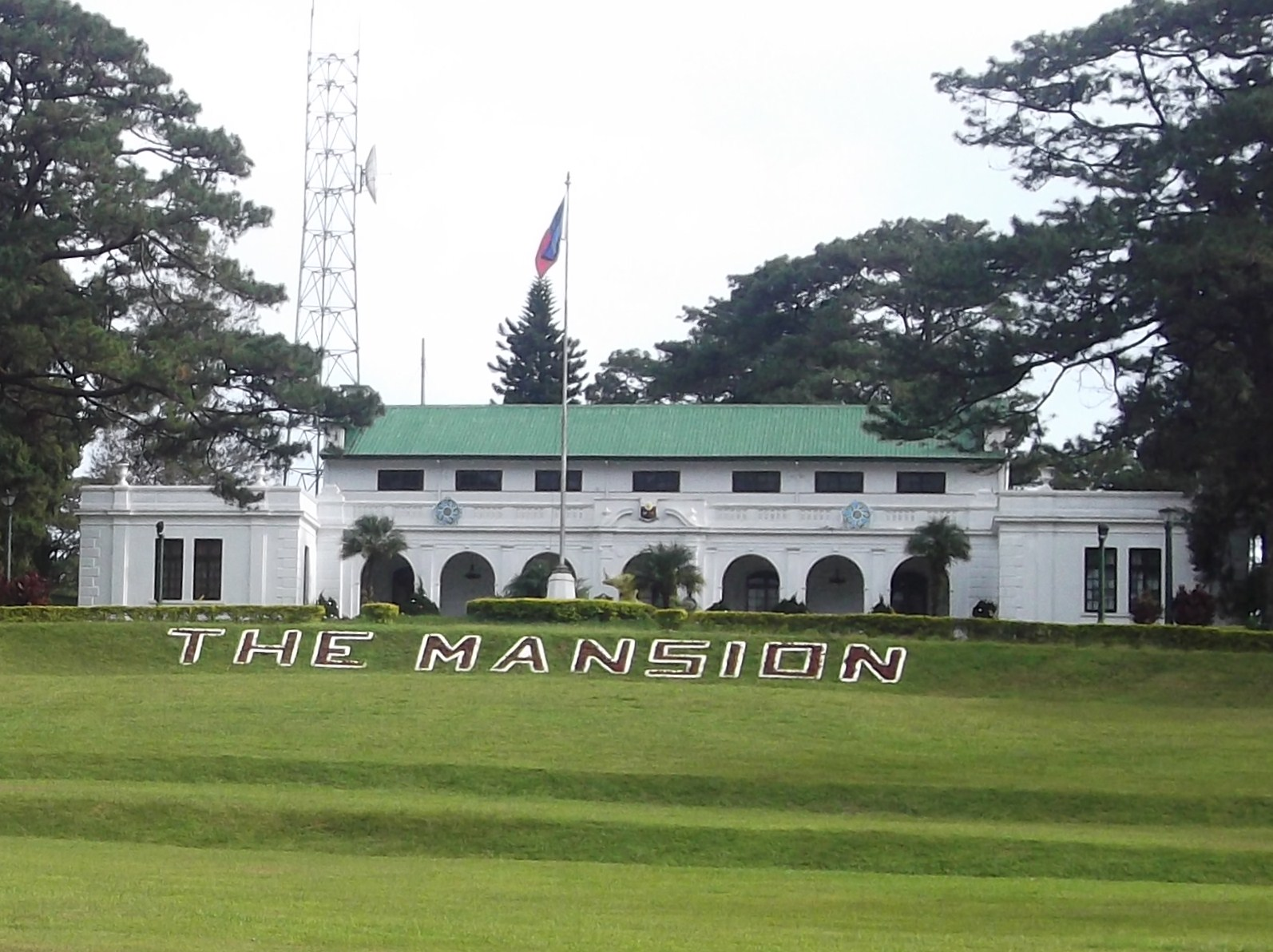
Cơ quan lập pháp Philippines khóa 2 triệu tập tại The Mansion ở Baguio vào năm 1921.

Khu phức hợp Batasang Pambansa tại thành phố Quezon là địa điểm của Viện dân biểu kể từ khi được khôi phục vào năm 1987; nó lấy tên từ Batasang Pambansa, nghị viện quốc gia họp ở đó từ năm 1978 đến 1986..
Cơ quan lập pháp Philippine được khánh thành tại Nhà hát Lớn Manila năm 1907, sau đó tiến hành tại Ayuntamiento in Intramuros. Toàn quyền Leonard Wood đã triệu tập Cơ quan Lập pháp Philippine khóa 2 tại Baguio và triệu tập tại tòa Mansion ở Baguio trong ba tuần. Cơ quan lập pháp hội họp trở lại ở Ayutamiento, khi Toà nhà Lập pháp đang được xây dựng; lần đầu tiên nó được triệu tập vào ngày 26 tháng 7 năm 1926. Viện dân biểu tiếp tục cư ngụ tầng hai cho đến năm 1945 khi khu vực này bị thiệt hại trong trận Manila. Tòa nhà đã bị hư hỏng không thể sửa chữa và Quốc hội hội họp tại tòa Old Japanese Schoolhouse ở đường Lepanto (ngày nay là SH Loyola), Manila cho đến khi Tòa nhà Lập pháp có thể sử dụng lại vào năm 1949. Quốc hội đã ở lại Tòa nhà Lập pháp, nay được gọi là Tòa nhà Quốc hội, cho đến khi Tổng thống Marcos đóng cửa Quốc hội và cai trị bởi sắc lệnh bắt đầu từ năm 1972.
Marcos sau đó giám sát việc xây dựng ngôi nhà mới của nghị viện tại thành phố Quezon, được sử dụng năm 1978. Nghị viện được gọi là Batasang Pambansa vẫn tiếp tục làm việc ở đó cho tới khi Hiến pháp Tự do năm 1986 được thông qua. Viện dân biểu thừa kế Khu phức hợp Batasang Pambansa năm 1987.

### Khu phức hợp Batasang Pambansa
Khu phức hợp Batasang Pambansa, bây giờ được chính thức gọi là Khu phức hợp tòa nhà Viện dân biểu, nằm tại Trung tâm Chính phủ Quốc gia, Đồi Hiến pháp, thành phố Quezon. Thông qua Đại lộ Thịnh vượng chung, phức hợp bao gồm bốn tòa nhà. Tòa nhà Chính bố trí hội trường họp; cánh Bắc và Nam, khánh thành vào tháng 12 năm 1977, gắn liền với nó. Tòa nhà mới nhất, Ramon Mitra, Jr. Building, được hoàn thành vào năm 2001. Nó chứa Thư viện Lập pháp, các văn phòng Ủy ban, Cục Nghiên cứu và Tham khảo, và các Phòng Hội nghị.

## Thành phần hiện tại
Các thành viên của Viện dân biểu, ngoài việc được chia thành các đảng chính trị, cũng được nhóm vào "khối đa số", "khối thiểu số" và "độc lập" (khác với độc lập theo nghĩa là họ không liên quan đến một đảng phái chính trị). Ban đầu, các thành viên bỏ phiếu chọn Nghị trưởng thuộc khối đa số và các thành viên bỏ phiếu cho đối thủ là khối thiểu số. Khối đa số và khối thiểu số lựa chọn một nhà lãnh đạo của họ. Trong khi các thành viên được phép chuyển khối, họ phải làm như vậy bằng văn bản. Đồng thời, khối nơi họ định chuyển tới phải chấp nhận đơn của họ thông qua văn bản. Khi khối mà thành viên chuyển tới từ chối chấp nhận thành viên chuyển nhượng, hoặc thành viên đó không muốn là thành viên của một trong hai nhóm, thành viên đó trở thành thành viên độc lập. Một thành viên chuyển sang một khối mới sẽ mất quyền lãnh đạo ủy ban của mình và hội viên, cho đến khi khối mà thành viên chuyển sang bầu làm thành viên của một ủy ban.
Số thành viên trong mỗi uỷ ban phải tương xứng với quy mô của mỗi khối, mỗi nhóm sẽ quyết định ai trong số họ sẽ đến từng ủy ban, theo đề nghị của lãnh đạo khối liên quan đến Viện dân biểu trong phiên toàn thể. Nghị trưởng, Phó Nghị trưởng, lãnh đạo các khối, cấp phó lãnh đạo các khối và chủ tịch Ủy ban quyết toán có thể bỏ phiếu trong các ủy ban; chủ tịch ủy ban chỉ có thể bỏ phiếu để quyết định khi các ứng viên hòa nhau.
Để đảm bảo rằng các đại diện đảm bảo các quyền lợi của họ, hầu hết trong số họ sẽ tham gia vào khối đa số, hoặc thậm chí là đảng của Tổng thống, làm nền tảng cho sự bảo trợ chính trị (được gọi là hệ thống Padrino); do đó, Viện dân biểu luôn luôn căn cứ vào đảng của chủ tọa phiên họp.
Nhóm đa số nằm phía bên phải Nghị trưởng, đối diện với Viện dân biểu.

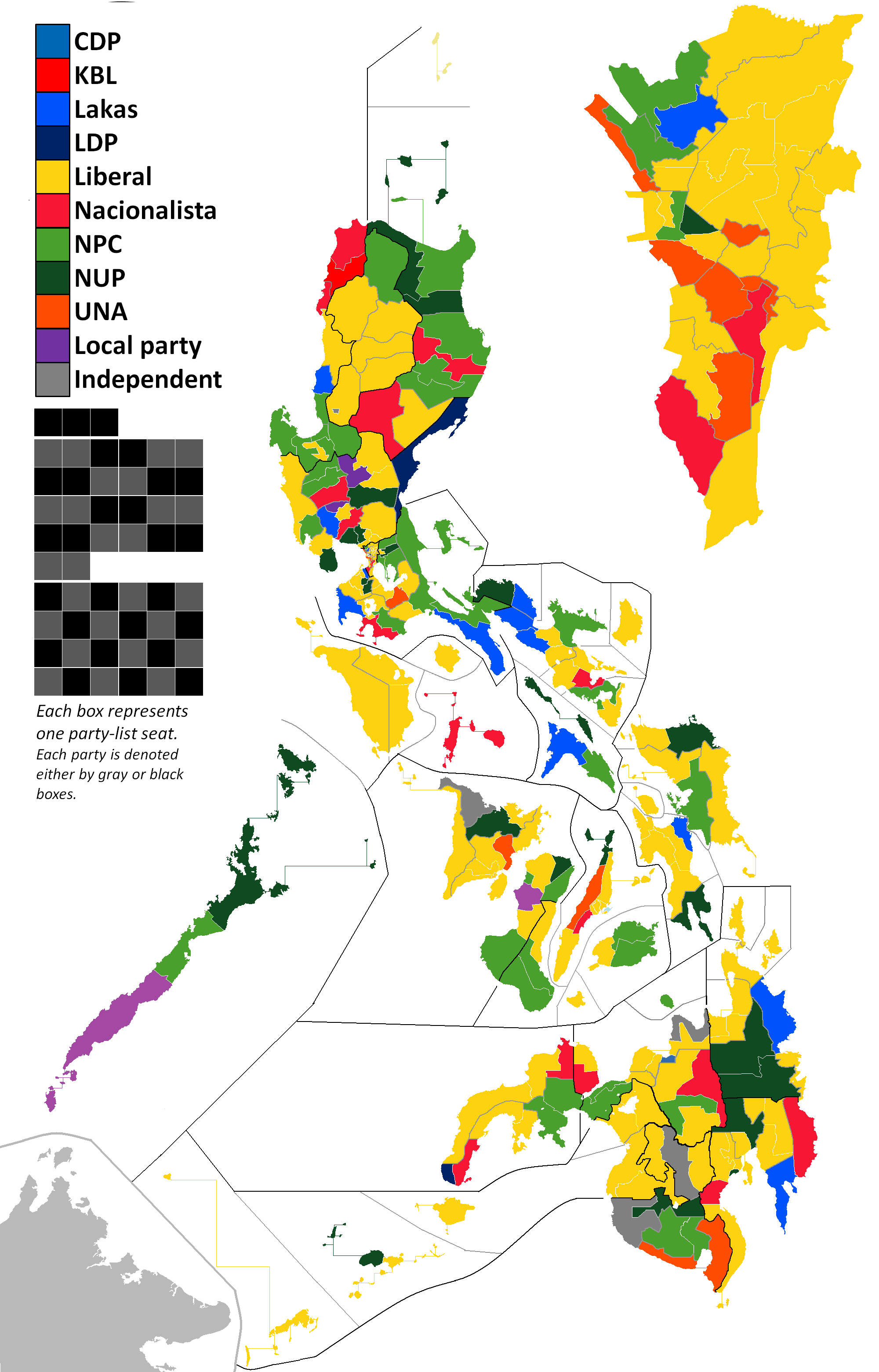
Vị trí cơ cấu các đảng hiện tại

style="width:4px; background-color:
#f0e68c;" data-sort-value="Liberal Party (Philippines)" |

style="width:4px; background-color:
#4AA02C;" data-sort-value="Nationalist People's Coalition" |

style="width:4px; background-color:
#104a21;" data-sort-value="National Unity Party (Philippines)" |

style="width:4px; background-color:
#98fb98;" data-sort-value="Nacionalista Party" |

style="width:4px; background-color:
#B0E0E6;" data-sort-value="Lakas-CMD" |

style="width:4px; background-color:
#FE4D00;" data-sort-value="United Nationalist Alliance" |

style="width:4px; background-color:
#0000CD;" data-sort-value="Laban ng Demokratikong Pilipino" |

style="width:4px; background-color:
#FF2400;" data-sort-value="Akbayan" |

style="width:4px; background-color:
#FE0000;" data-sort-value="Kilusang Bagong Lipunan" |

style="width:4px; background-color:
#0099FF;" data-sort-value="Partidong Pagbabago ng Palawan" |

style="width:4px; background-color:
#DDDDDD;" data-sort-value="Independent politician" |

| Đảng                           | Đảng                         | Tổng | %     |
| ------------------------------ | ---------------------------- | ---- | ----- |
| Tự do \|\| 112 \|\| 38.7%      |                              |      |       |
| NPC \|\| 39 \|\| 13.4%         |                              |      |       |
| NUP \|\| 26 \|\| 8.9%          |                              |      |       |
| Nacionalista \|\| 20 \|\| 6.8% |                              |      |       |
| Lakas \|\| 14 \|\| 4.8%        |                              |      |       |
| UNA \|\| 9 \|\| 3.1%           |                              |      |       |
| LDP \|\| 2 \|\| 0.7%           |                              |      |       |
| Akbayan \|\| 1 \|\| 0.3%       |                              |      |       |
|                                | CDP                          | 1    | 0.3%  |
|                                | KABAKA                       | 1    | 0.3%  |
|                                | Kambilan                     | 1    | 0.3%  |
| KBL \|\| 1 \|\| 0.3%           |                              |      |       |
| PPP \|\| 1 \|\| 0.3%           |                              |      |       |
|                                | Unang Sigaw                  | 1    | 0.3%  |
|                                | Liên minh Negros thống nhất  | 1    | 0.3%  |
| Độc lập \|\| 5 \|\| 1.7%       |                              |      |       |
|                                | Đại diện theo danh sách đảng | 55   | 18.8% |
| Tổng                           | Tổng                         | 289  | 99.0% |